# 兵庫県立ひょうごこころの医療センター
兵庫県立ひょうご こころの医療センター（ひょうごけんりつひょうご こころのいりょうセンター）は、兵庫県神戸市北区にある県立の精神科病院である。

## 沿革
- 1937年（昭和12年）6月 - 兵庫県立精神病院光風寮が開院。
- 1960年（昭和35年）10月 - 兵庫県立病院光風寮に改称。
- 1973年（昭和48年）4月 - 兵庫県立光風病院に改称。
- 1996年（平成8年）3月 - アルコール専門病棟の運用を開始。
- 2005年（平成17年）10月 - 指定通院医療機関に指定。
- 2017年（平成29年）1月 - 認知症医療疾患センターに指定。
- 2017年（平成29年）4月 - 兵庫県立ひょうごこころの医療センターに改称。

## 診療科目
- 精神科
  - 措置入院
  - 強制入院
- 児童思春期精神科
- 歯科(入院患者のみ対象)
- 作業療法科

## 交通アクセス
- 神戸市営地下鉄・神戸電鉄谷上駅から徒歩約10分。

・平日のみ病院⇔谷上駅のシャトルバス有り